# Österreichisches Freiwilligenkorps in Mexiko
Das Österreichische Freiwilligenkorps in Mexiko war eine aufgrund der Convention zwischen Österreich und Mexiko vom 19. Oktober 1864 über der die Anwerbung eines Freiwilligenkorps für den mexikanischen Militärdienst, aufgestellte Schutztruppe für Kaiser Maximilian von Mexiko.
Unmittelbar nachdem Maximilian sich im April 1864 zur Annahme der Kaiserwürde von Mexiko entschlossen und mit seinem Eid auf das Kaiserreich besiegelt hatte, erteilte Kaiser Franz Joseph in einem Handschreiben die Genehmigung, mit der Anwerbung der Freiwilligen zu beginnen. 
Vorgesehen war die Aufstellung einer Brigade in der Stärke von etwa 6.500 Mann.

## Gliederung des Korps
- 3 Jägerbataillone zu 6 Kompanien
- 1 Husarenregiment zu 5 Eskadronen
- 1 Ulanenregiment zu 5 Eskadronen
- 3 Gebirgsbatterien (3-Pfünder)
- 2 Pionierkompanien
- Garnisons-, Depot- und Disziplinarkompanien, 1 Tragtierabteilung, Korpsgendarmerie.

## Anwerbung und Aufstellung
Sammelort der Österreicher war die Stadt Laibach, - das heutige Ljubljana in Slowenien, die Werbestellen waren in allen Bezirken der Monarchie eingerichtet.
Melden konnte sich praktisch jeder Staatsbürger, sofern er nicht mehr militärdienstpflichtig war, sowie alle aktiven Angehörigen der k.k. Armee, die um ihre Aufnahme schriftlich nachsuchen mussten.
Von den 7.211 aufgenommenen Personen wurden 232 aus gesundheitlichen oder familiären Gründen und 86 "wegen Inkorribilität" wieder entlassen. Weitere 52 Personen waren noch vor der Einschiffung desertiert und 29 während der Aufstellungszeit verstorben.

## Überfahrt und Eintreffen in Mexiko
Für die Überfahrt wurden fünf Transportschiffe gechartert, die vom 19. November 1864 bis Ende März 1865 insgesamt 6.812 Mann, davon 215 Offiziere von Triest über den Atlantik in die mexikanische Hafenstadt Veracruz brachten.
Zusammen mit zwei belgischen Jägerbataillonen unter dem Kommando des belgischen Oberst Alfred van der Smissen sollte daraus das kaiserlich mexikanische Korps österreichischer und belgischer Freiwilliger unter dem Kommando von Generalmajor Franz Graf Thun-Hohenstein gebildet werden.

## Einsatz
Entgegen seiner ursprünglichen Widmung als persönliche Schutztruppe des Kaiserpaares wurde das Korps dem Oberkommandierenden der französischen Interventionstruppen, Marschall François-Achille Bazaine unterstellt. Damit war die Truppe voll in die Kampfhandlungen eingebunden. Das erste Jahr 1865 kann durchaus als erfolgreich gewertet werden: in 55 erfolgreich geführten Gefechten bei nur neun misslungenen Aktionen konnte das zugewiesenen Operationsgebiet, die Sierra del Norte, unter Kontrolle gebracht sowie ein anhaltender Waffenstillstand mit den aufständischen Indios unter Juan Francisko Lukas geschlossen werden.

## Der Anfang vom Ende
Bei allen militärischen Erfolgen, die Graf Thun mit seinen Freiwilligen in der Sierra erzielen konnte, waren die französischen Truppen der einzige Garant, die immer aktiver und stärker werdenden Republikaner in Schach zu halten. Doch Napoléon III. sah sich unter zunehmendem Druck der USA, die inzwischen ihren eigenen Bürgerkrieg beenden konnten, gezwungen, seine Truppen aus Mexiko abzuziehen. Da der Staat Anfang des Jahres 1866 bereits so gut wie bankrott war und nicht mehr in der Lage war, den Sold für die beiden Freikorps aufzubringen, kam es im Mai 1866 zur Eingliederung des österreichischen und des belgischen Kontingents in die französischen Streitkräfte. Zusammen mit den Verbänden der Fremdenlegion wurden sie nun zur "Division auxiliaire étrangère", für die USA ein weiterer Grund, auch die Österreicher der verteufelten Intervention in Mexiko zu bezichtigen. Der diplomatische Druck auf Österreich war so stark, dass der bereits im Anmarsch befindliche Personalersatz wieder zurückbeordert wurde.
Das eigentliche Ende aber waren die beiden schweren Niederlagen von Santa Gertrudis im September und Carbonera im Oktober 1866 mit denen der Verlust der Städte Matamoros und Oaxaca verbunden war.

## Auflösung und Repatriierung
Mit Handschreiben vom 6. Dezember 1866 verfügte Maximilian die Auflösung des belgischen und österreichischen Korps und gleichzeitig die Aufstellung der Mexikanischen Nationalarmee.
3428 Österreicher entschlossen sich zur Heimkehr, 1011 für den Verbleib in Mexiko und Eintritt in die Nationalarmee. Die Heimkehrer wurden zusammen mit den französischen Truppen und auf deren Kosten in Vera Cruz eingeschifft. Für die Heimkehrer war die Enttäuschung vorprogrammiert. Diejenigen die von dem Wenigen, das sie verdient hatten, etwas beiseitelegen konnten, waren im Vergleich zu denen noch gut daran, die als Invalide heimkehrten. Sie waren ausschließlich auf die Almosen der Gesellschaft angewiesen. Zwei Unterstützungsvereine brachten schließlich eine Summe von 18.100 Gulden auf, um die ärgste Not zu lindern.

## Verluste
Von den nach Mexiko ausgerückten 6812 Freiwilligen kamen 3428 wieder zurück nach Österreich.
- 256 sind gefallen.
- 432 sind an Krankheiten verstorben.
- 34 verübten Selbstmord.
- 30 wurden kriegsgerichtlich exekutiert.
- 10 wurden aus der Armee ausgestoßen.
- 1071 galten als vermisst.
- 407 waren desertiert oder von den Republikanern zum Überlaufen gezwungen.

Die verbleibende Differenz von 140 Personen dürfte auf Ungenauigkeiten der Standesführung zurückzuführen sein.